# Flight of the Amazon Queen
Flight of the Amazon Queen – komputerowa gra przygodowa typu wskaż i kliknij wydana w roku 1995 przez Renegade Software. Ponownie wydana w 2004 roku jako freeware, możliwe jest uruchamianie jej na nowych komputerach za pomocą oprogramowania SCUMM Virtual Machine. Przypomina stylem gry przygodowe produkowane w tym czasie przez studio LucasArts, a inspiracją do powstania gry była seria Monkey Island.

## Historia wydania
Przed wydaniem gra została wysłana przez wydawcę do czasopisma Amiga Power w celu jej zrecenzowania. Recenzent - Jonathan Nash, w jednej z pierwszych lokacji odkrył błąd uniemożliwiający zrobienie postępu w grze. Poinformował o tym Renegade Software, co spowodowało opóźnienie wydania Flight of the Amazon Queen o kilka miesięcy. Na zmianę zawartości czasopisma, było również za późno. Zamiast tego redakcja Amiga Power zamieściła przeprosiny informujące o tym, że wbrew zasadom magazynu omyłkowo zrecenzowano niedokończoną grę. Kolejnym odstępstwem od zasad było zamieszczenie zrzutów ekranu pochodzących z wersji gry przeznaczonej na komputery osobiste z systemem DOS. 
W marcu 2004 roku gra została wydania ponownie jako freeware. ScummVM zapewnia wsparcie do jej obsługi, dzięki czemu mogą z niej korzystać użytkownicy systemów POSIX, OS X, Windows CE, Atari TOS oraz innych kompatybilnych systemów operacyjnych. Grę można pobrać z oficjalnej witryny internetowej ScummVM, jest także dostępna np. w repozytoriach systemu Ubuntu.

## Opis fabuły
Akcja gry toczy się w roku 1949 w Amazonii. Joe King oraz jego przyjaciel - Sparky, otrzymują zadanie przewiezienia swoim samolotem znanej gwiazdy filmowej Faye Russel, jednak jego samolot rozbija się w dżungli. 
Szukając wyjścia z trudnej sytuacji, King dowiaduje się przypadkiem o porwaniu Azury - księżniczki Amazonek. Poszukiwania doprowadzają Kinga do położonej w głębi dżungli siedziby firmy Floda. Oficjalnie jej działalność ogranicza się do produkcji ubrań, jednak, jak się okazuje, w rzeczywistości jej głównym celem jest zdobycie władzy nad światem m.in. poprzez przeistaczania ludzi w potwory podobne do dinozaurów za pomocą wynalazku doktora Franka Ironsteina - geniusza zła i przywódcy Flody. To właśnie tam King odnajduje i uwalnia Azurę. Obydwoje wkrótce się w sobie zakochują.
Wkrótce po uratowaniu Azury profesor Ironstein wkracza wraz ze swoimi poplecznikami do fortecy Amazonek, biorąc je jako zakładniczki, czym zmusza Kinga do zdobycia dla niego kryształowej czaszki - potężnego artefaktu znajdującego się w starożytnej świątyni, który umożliwia dostanie się do legendarnej Doliny Mgieł, w której do dziś żyją dinozaury. Po wykonaniu zadania profesor udaje się do Doliny, aby dalej realizować swoje plany podboju świata. King rusza za nim w pościg. Dochodzi do ostatecznej konfrontacji, podczas której główny bohater z pomocą swoich towarzyszy oraz strażnika Doliny pozostawionego przez starożytną cywilizację, pokonuje Ironsteina. 

## Sposoby przedstawiania rzeczywistości w grze
W grze wszechobecna jest groteska. King spotyka na przykład wysokiego pigmeja, wysłuchuje wiadomości „nagranej” na gadającą papugę, w środku dżungli natyka się na świecący neon reklamujący sklep. Filmiki, które możemy oglądać podczas gry, są parodią filmów sensacyjnych, przygodowych oraz tzw. pulp magazines. Sam główny bohater zawiera w sobie wszystkie cechy stereotypowego herosa występującego w filmach akcji: jest pilotem, mówi niskim, grubym głosem, cieszy się powodzeniem u kobiet, potrafi zwalić przeciwnika z nóg jednym uderzeniem oraz bardzo często komentuje w sposób żartobliwy wydarzenia zachodzące podczas gry, naśladując przy tym styl wypowiedzi bohaterów filmów akcji.
Charakterystyczne dla gry są pojawiające się w jej trakcie filmiki, informujące gracza o wydarzeniach początkowo zupełnie niezwiązanych z głównym wątkiem gry. To dzięki nim gracz dowiaduje się o postępach firmy Floda, sam King jednak nie mógłby się o tym dowiedzieć, gdyż nie bierze udziału w przedstawianych wydarzeniach.

## Odbiór gry
Jonathan Nash w 51. numerze pisma „Amiga Power” przyznał grze ocenę 84%.